# 大阪市電20系統
大阪市電20号系統は、かつて大阪市交通局が経営していた大阪市営電気鉄道（大阪市電）の運転系統 （1959年（昭和34年）当時） 及びその路線名。現在では大阪シティバス90号系統が同じルートで運行されている。

## 概要
- 所属車庫：春日出車庫
- 色別：■

## 駅一覧
| 駅名         | 接続路線                                   | 道路名               | 所在地 |
| ------------ | ------------------------------------------ | -------------------- | ------ |
| 野田阪神前   |                                            |                      | 大阪市 |
| 玉川町四丁目 | 大阪市電：野田駅前・亀甲町方面             |                      | 大阪市 |
| 玉川町三丁目 |                                            |                      | 大阪市 |
| 中央市場前   |                                            |                      | 大阪市 |
| 川口町       | 大阪市電：江戸堀北通五丁目・茂左衛門橋方面 | みなと通 国道172号線 | 大阪市 |
| 本田三番町   |                                            | みなと通 国道172号線 | 大阪市 |
| 本田町一丁目 | 大阪市電：本田町二丁目・花園橋方面         |                      | 大阪市 |
| 松島町一丁目 | 大阪市電：西区役所前方面                   |                      | 大阪市 |
| 松島町二丁目 |                                            |                      | 大阪市 |
| 大正橋       | 大阪市電：幸町四丁目・岩崎橋方面           | 大正通               | 大阪市 |
| 三軒家       | 大阪市電：三泉市場通方面                   | 大正通               | 大阪市 |
| 大正警察署前 |                                            | 大正通               | 大阪市 |
| 永楽橋筋     |                                            | 大正通               | 大阪市 |
| 千島町       |                                            | 大正通               | 大阪市 |
| 小林町       |                                            | 大正通               | 大阪市 |
| 大正中学校前 |                                            | 大正通               | 大阪市 |
| 南恩賀島町   |                                            | 大正通               | 大阪市 |
| 大運橋通     |                                            | 大正通               | 大阪市 |
| 昌運橋       |                                            | 大正通               | 大阪市 |
| 鶴町一丁目   |                                            | 大正通               | 大阪市 |
| 鶴町二丁目   |                                            | 大正通               | 大阪市 |
| 鶴町三丁目   |                                            | 大正通               | 大阪市 |
| 鶴町車庫前   |                                            | 大正通               | 大阪市 |